# Arthur Langhammer

Arthur Langhammer

Arthur Langhammer (* 6. Juli 1854 in Lützen; † 4. Juli 1901 in Dachau) war ein deutscher Maler und Illustrator.

## Leben
Er studierte anfangs an der Kunstakademie in Leipzig und schloss sein Studium 1882 in München ab. Nach Beendigung des Studiums arbeitete er zunächst als Illustrator. Mit seinem Freund Adolf Hölzel unternahm er eine Reise nach Paris. Nach seiner Rückkehr nach Deutschland hielt er sich für längere Zeit in Dachau auf, um im Jahr 1900 ganz dorthin überzusiedeln. In diese Zeit fiel die Gründung der Künstlervereinigung „Neu-Dachau“, die er gemeinsam mit Hölzel und Ludwig Dill 1896 ins Leben rief. Nach seiner Übersiedelung nach Dachau schuf er Landschaftsmalereien, deren Sujets er in seiner heimatlichen Umgebung vorfand sowie Szenen aus dem bäuerlichen Leben. In seinen Gemälden spiegelt sich auch seine dichterische Veranlagung wider. Ein Teil seiner Werke ist heute in der Gemäldegalerie Dachau zu besichtigen. Das Museum seiner Geburtsstadt Lützen besitzt eine Sammlung von 32 Zeichnungen.

## Werke (Auswahl)
- Kommunikantinnen
- Im Biergarten

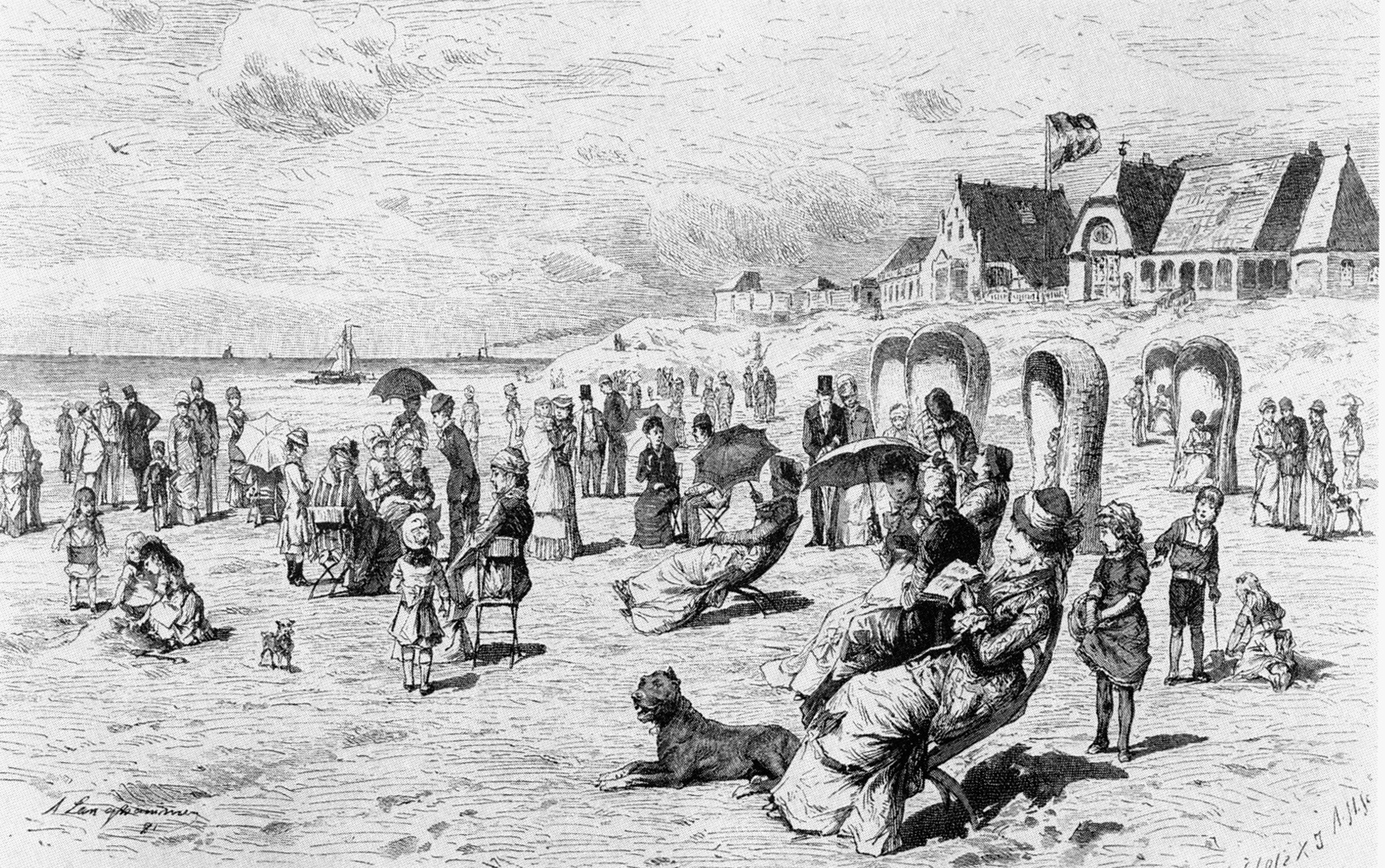
Strand auf Norderney, 1881, Holzstich in Edmund Hoefer: Küstenfahrten an Nord- und Ostsee

- Vesperbrot (Brotzeit des Schäfers)
- Dachauer Familie
- Heimkehr der Schnitterin
- Dachauerin und Mädchen im Sommerkleid
- Mädchen in weißem Kleid am Wasserspiegel
- Mann und Mädchen bei einem Wagen
- Kindergesellschaft (Prinzessin und Schweinehirt)
- Wiesenlandschaft im Frühling